# Umbyquyra cuiaba
Umbyquyra cuiaba is een spinnensoort uit de familie van de vogelspinnen (Theraphosidae). De wetenschappelijke naam van de soort werd voor het eerst geldig gepubliceerd in 2018 door Gargiulo, Brescovit en Lucas.
De soort komt voor in Brazilië.